# 韋拉河

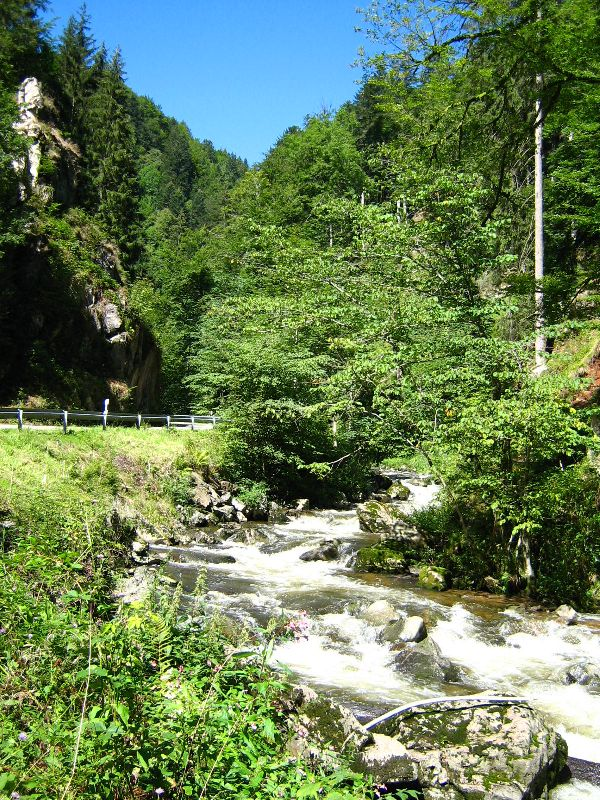

韋拉河（德語：Wehra）是德國的河流，位於巴登－符騰堡州，屬於萊茵河的支流，河道全長25.9公里，流域面積114.8平方公里，河畔城鎮有韋爾、托特莫斯和黑里施里德。